# Сосновоборское сельское поселение (Ульяновская область)
Сосновобо́рское се́льское поселе́ние — муниципальное образование в составе Базарносызганского района Ульяновской области. Административный центр — посёлок Сосновый Бор.

## Состав сельского поселения
В состав поселения входят 7 населённых пунктов: 3 села, 1 деревня и 3 посёлка:
| № | Населённый пункт | Тип населённого пункта          | Население |
| - | ---------------- | ------------------------------- | --------- |
| 1 | Вороновка        | село                            | 80        |
| 2 | Годяйкино        | село                            | 209       |
| 3 | Жмакино          | деревня                         | 4         |
| 4 | Отрадинский      | посёлок                         | 75        |
| 5 | Приют            | посёлок                         | 0         |
| 6 | Сосновый Бор     | посёлок, административный центр | 553       |
| 7 | Чаадаевка        | село                            | 0         |